# Площадь Советов (Барнаул)
Площадь Советов — центральная (главная, парадная) площадь Барнаула. Расположена в Железнодорожном районе между улицами Димитрова и Молодёжной на оси проспекта Ленина. Является административным центром города.

## История
Площадь была предусмотрена генеральным планом развития Барнаула 1937 года (архитектор В. К. Александров). Предполагалось, что доминантой площади будет высотное административное здание-башня в 14 этажей, планировалось и создание Обского бульвара, идущего от площади Советов к берегу реки Оби. Великая Отечественная война прервала реализацию этого плана и внесла свои коррективы. До этого, здесь располагались одноэтажные деревянные жилые дома, окруженные оврагами.
Архитектурный облик площади сформировался в 1960—1970-х годов. Ведущее сооружение в ансамбле — здание краевой администрации, перед его фасадом в 1967 году установлен бронзовый на гранитном постаменте памятник В. И. Ленину и разбит сквер. В 1950—1960-е годы в северо-восточной части площади возведены 5-этажные с угловыми башенными объёмами и 7-этажные жилые дома. Слева и справа от здания краевой администрации в перспективе просматриваются фасады Дворца спорта и зрелищ, Алтайского краевого театра драмы им В. М. Шукшина, один из корпусов АлтГУ. Территория площади — 2,6 га, но благодаря переходу её в открытое пространство планируемого Обского бульвара она получила значительное пространственное развитие.
В ансамбль площади Советов постепенно включались здания гостиницы «Центральная», главный корпус АлтГУ. Самая ранняя постройка — здание бывшего машиностроительного института (ныне математический корпус АлтГУ).
В рамках подготовки к 70-летию Алтайского края в 2007 году проведена реконструкция площади. Проведен демонтаж старой облицовки подпорных стенок и облицовка их полированной гранитной плиткой. У памятника В. И. Ленину старые бетонные плиты также облицованы гранитом.
На площади регулярно проходят митинги, городские и общероссийские праздники, концерты.

## Памятники архитектуры и истории
Памятник В. И. Ленину, возведенный в 1967 году, здание учебного корпуса Алтайского государственного университета, построенное в 1958 (проспект Ленина, 61), а также жилые дома № 58 и 60 по проспекту Ленина, построенные в 1950 и 1951 году включены в государственные списки памятников истории и культуры.